# Municipio de Norwich (Pensilvania)
El municipio de Norwich  (en inglés: Norwich Township) es un municipio ubicado en el condado de McKean en el estado estadounidense de Pensilvania. En el año 2000 tenía una población de 633 habitantes y una densidad poblacional de 2.6 personas por km².

## Geografía
El municipio de Norwich se encuentra ubicado en las coordenadas 41°45′30″N 78°19′59″O / 41.75833, -78.33306.

## Demografía
Según la Oficina del Censo en 2000 los ingresos medios por hogar en la localidad eran de $35,208 y los ingresos medios por familia eran $37,750. Los hombres tenían unos ingresos medios de $28,611 frente a los $21,719 para las mujeres. La renta per cápita para la localidad era de $14,879. Alrededor del 7,0% de la población estaban por debajo del umbral de pobreza.